# ザック・ウォード (ラグビー選手)
ザック・ウォード（Zac Ward、1998年12月11日 - ）は、アイルランドのラグビー選手。

## プロフィール
- アイルランド・バリーナヒンチ出身[1]。
- ポジションはウィング(WTB)、センター(CTB)。
- 身長 170cm、体重 70kg

## 略歴
2024年、アルスターに加入。同年、パリ五輪の7人制アイルランド代表に選ばれた。